# آئرو بورو ۲۶۰ ای‌جی
آئرو بورو ۲۶۰ ای‌جی (به انگلیسی: Aero_Boero_260AG) یک هواگرد ملخ‌پیشین تک‌موتوره از نوع سم پاش ساخت شرکت Aero Boero است. هواگرد آئرو بورو ۲۶۰ ای‌جی نخستین پروازش را در ۲۳ دسامبر ۱۹۷۲ میلادی انجام داد.